# Karoline Rosing
Haldora Helene Margrethe Karoline Rosing (geb. Petrussen; * 9. August 1842 in Ukalersalik; † 4. September 1901 in Kangaamiut) war eine grönländische Hebamme und Übersetzerin.

## Leben
Karoline Rosing war die Tochter des Jägers Jehu Petrussen und seiner Frau Cori (oder Guri) Ane Petersen und wuchs unter einfachen Verhältnissen am Wohnplatz Ukalersalik auf. Als großes Mädchen kam sie zur Pastorenfamilie Barfoed nach Paamiut. Dort arbeitete zu der Zeit als Volonteur der dänisch-grönländische spätere Udstedsverwalter Peter Frederik Rosing (1835–1912), den sie am 19. September 1862 in Qeqertarsuatsiaat heiratete. Aus der Ehe gingen neun Kinder hervor: Marie (* 1861), Johannes (* 1863), Christian (1866–1944), Ulrik (* 1868), Peter (1871–1938), Ludvig (* 1873), Ludvig (* 1876), Karl (* 1878) und Theodora (* 1883).
Inspektor Hinrich Johannes Rink, dem das Wohl der Grönländer sehr am Herzen lag, bot dem Ehepaar eine Reise nach Dänemark an, damit sich Karoline zur Hebamme ausbilden lassen konnte. Von 1865 bis 1867 wurde sie am Rigshospitalet ausgebildet. Damit war sie die erste Grönländerin, die je eine Hebammenausbildung abschloss. Einige Grönländerinnen zuvor hatten mangels Sprachkenntnissen die Ausbildung nicht voll absolvieren können. Karoline hingegen hatte Dänisch bei ihrer Pflegefamilie gelernt.
Nachdem Karoline Rosing mit ihrem Mann nach Grönland zurückgekehrt war, ließen sie sich im Kolonialdistrikt Holsteinsborg nieder, wo sie in Sisimiut und Qerrortusoq tätig waren. Um ihre Kinder zu Jägern erziehen zu lassen, zogen sie 1876 nach Maniitsoq und 1882 nach Kangaamiut, wo die Jäger als besonders fähig galten. Im Kolonialdistrikt Sukkertoppen gab es zu der Zeit keinen Distriktsarzt und als einzige mit einer medizinischen Ausbildung in ganzen Distrikt war sie auch für beispielsweise Amputationen und die Versorgung von Schusswunden zuständig. Nebenher bildete sie auch junge Mädchen zu Arzthelferinnen aus.
Karoline Rosing war eine begeisterte Leserin und las regelmäßig dänische Zeitungen. Sie übersetzte die Feuilletonartikel ins Grönländische und las sie regelmäßig ihrer Familie vor. Um 1886 war sie die erste Frau, die einen Artikel in der Atuagagdliutit veröffentlichte, die zu dieser Zeit hauptsächlich aus übersetzten Artikeln dänischer Zeitungen bestand. Sie übersetzte auch in den folgenden Jahren regelmäßig Artikel für die Zeitung. Ihre Aufzeichnungen wurden um 1970 von ihren Nachkommen gesammelt, geordnet, kopiert und in einem fünf Kilogramm schweren Buch gedruckt, das sich im Grönländischen Nationalarchiv befindet. Karoline Rosing starb im Alter von 59 Jahren in Kangaamiut.